# Сікало Іван Михайлович
Іван Михайлович Сікало (6 червня 1909, Сосниця — 23 березня 1975, Вінниця) — український театральний актор, режисер. Народний артист Української РСР (1960).

## Життєпис
Народився 6 червня 1909 року в містечку Сосниця, Сосницького повіту Чернігівської губернії.
У 1935—1941 роках — актор Сталінського державного українського музично-драматичного театру (нині Донецький академічний український музично-драматичний театр). Під час окупації Донбасу продовжував роботу в театрі.
У 1945—1948 роках виступав на сцені Ізмаїльського музично-драматичного театру.

Могила Івана Сікала та його родини, Підлісне (Центральне) кладовище

З 1948 року працював актором і режисером музично-драматичного театру ім. Н. Садовського в місті Вінниця. З 1950 р. займався режисурою. Народний артист Української РСР (1960).
Помер у 65-річному віці 23 березня 1975 року. Похований разом із родиною на Підлісному (Центральному) кладовищі Вінниці.
Син — Юрій Сікало (1936—2017), головний режисер Київського державного академічного театру ляльок, заслужений артист України, заслужений діяч мистецтв Польщі.

## Творчий доробок
Створив понад 100 ролей. Сценічні образи створені В. Сікало насичені соковитим українським гумором. Граючи ролі сучасників, актор підкреслював багатство думки, енергію, сміливість і принциповість радянських людей. Грав у всіх п'єсах М. Зарудного: Самопал, Щупак («Веселка», «Мертвий бог», «Марина»).